# Esbart Dansaire de l'Orfeó Gracienc
L'Esbart Dansaire de l'Orfeó Gracienc, originàriament, Esbart Barcelona, és un esbart de la Vila de Gràcia. Es va fundar l'any 1942 sota el nom Esbart Barcelona, però set anys més tard, el 1949, es va incorporar a l'Orfeó Gracienc i va canviar de nom. L'esbart es dedica a interpretar i difondre la dansa popular catalana, amb un repertori de balls format per danses tradicionals, danses d'investigació històrica i balls de creació pròpia, i també de directors o coreògrafs externs, però sempre a partir de la base del folklore català.
S'organitza en tres grups, per edats. El grup infantil fa activitats destinades a la preparació corporal i a l'aprenentatge dels primers passos; acull els membres de menys de dotze anys, dividits alhora entre els de tres a cinc i els de sis a onze. En l'apartat juvenil, on hi ha joves de dotze a setze anys, es consolida la preparació física i la cohesió dels membres, amb balls més elaborats que els permetran de passar al cos de dansa, a partir dels disset anys.
L'Esbart Dansaire de l'Orfeó Gracienc ha participat en nombroses mostres de folklore de Catalunya, com ara el primer Cicle Cobla, Cor i Dansa del Palau de la Música Catalana, la Fira d'Espectacles d'Arrel Tradicional de Manresa, la Diada de la Puntaire de Barcelona o el Festival Internacional de Cantonigròs. També han fet actuacions a més ciutats, com ara Istanbul (Turquia), Kalsruhe (Alemanya), Cavalesa (Itàlia), Fregenal de la Sierra (Espanya) i Marsella (Occitània).
Des del 2001, l'entitat organitza cada any un cicle entorn de la dansa i també s'encarrega de les activitats de dansa tradicional de la Diada Internacional de la Dansa. A més, com a membre de la Coordinadora de Colles de Cultura Popular de Gràcia, col·labora en els actes de la festa major del barri. Per això, conjuntament amb la Federació de la Festa Major de Gràcia, organitza els Tallers de Dansa Catalana per a nens i coordina l'Espai de la Dansa.